# Kétegyháza
Kétegyháza (rumano: Chitighaz) es un pueblo mayor húngaro perteneciente al distrito de Gyula en el condado de Békés, con una población en 2012 de 4007 habitantes.
Se conoce su existencia desde el siglo XV. Actualmente es una importante localidad para la minoría rumana en Hungría, ya que el treinta por ciento de los habitantes de la localidad son rumanos.
Se ubica unos 10 km al suroeste de la capital distrital Gyula.